# Duf (Marovo a Rostuša)
Duf (makedonsky: Дуф, albánsky: Duf) je vesnice v Severní Makedonii. Nachází se v opštině Mavrovo a Rostuša v Položském regionu. 
Podle sčítání lidu z roku 2002 žije ve vesnici 39 obyvatel. Etnickými skupinami jsou:
- Albánci – 37
- Makedonci – 2